# Melbourne Armstrong Carriker
Melbourne Armstrong Carriker (Sullivan (Verenigde Staten), 14 februari 1879 - Bucaramanga (Colombia),  27 juli 1965) was een Amerikaanse  ornitholoog en entomoloog, autoriteit op het gebied van veerluizen (Mallophaga) van vogels.

## Biografie
Carriker verzamelde al opgezette vogels en balgen tijdens zijn middelbareschooltijd. Daardoor kreeg hij belangstelling voor de dierluizen die hij op de vogels aantrof. Vanaf zijn eerste studiejaar aan de Universiteit van Nebraska ontwikkelde hij zich tot een autoriteit op het gebied van verenetende luizen (Mallophaga) op Zuid-Amerikaanse vogelsoorten. Hij publiceerde hierover talrijke artikelen zowel in het Spaans als het Engels. 
Hij maakte uitgebreide reizen door Zuid-Amerika en verzamelde specimens voor  diverse musea verspreid over de hele Verenigde Staten waaronder belangrijke instellingen zoals het American Museum of Natural History in New York, de Smithsonian Institution en het Field Museum of Natural History in Chicago.
Tussen 1907 en 1909 werkte hij als assistent-conservator aan het Carnegie Museum. Daarna reisde hij weer voortdurend van en naar Zuid-Amerika en deed soms iets totaal anders. Zo werkte hij tussen 1938-1939 als timmerman in Beachwood (New Jersey). 
In 1953 werd hij honorair medewerker van  de entomologische afdeling van de Smithsonian Institution. Hij stierf in 1965.

## Zijn werk
Hij beschreef twee nieuwe families, 53 genera en subgenera en 866 soorten en ondersoorten bijtende luizen bij vogels.
Er zijn 7 Zuid-Amerikaanse vogelsoorten door hem beschreven, waaronder de ernstig bedreigde koningswipstaart (Cinclodes aricomae) en de bedreigde soorten grijsborstmeestiran (Anairetes alpinus) en geelbrauwarassari (Aulacorhynchus huallagae). Daarnaast beschreef hij meer dan 70 ondersoorten. Als eerbetoon is de Carrikers kwartelduif  (Geotrygon carrikeri) naar hem genoemd.
- Gemeinsame Normdatei: 173169635
- International Standard Name Identifier: 0000 0000 3306 7544
- Library of Congress Control Number: n91024963
- Nationale Bibliotheek van Tsjechië: mzk20231200935
- Nederlandse Thesaurus van Auteursnamen: 131027492
- SNAC: w67j7nsb
- Virtual International Authority File: 28706012
- WorldCat: E39PBJrrwm6h7VJG9hVkhc4Qbd